# Dove vai tutta nuda?
Dove vai tutta nuda? è un film del 1969 diretto da Pasquale Festa Campanile.
Mentre stava girando una scena d'amore l'attrice Maria Grazia Buccella fu ferita da un'iguana. L'animale, forse innervosito dal rumore fatto dai tecnici e dagli operai nel teatro di posa, le procurò una lacerazione a una gamba.

## Trama
Il giovane bancario Manfredo Luna durante una trasferta a Londra, in preda ai fumi dell'alcol, conosce e subito sposa un'avvenente ragazza di nome Tonino, che candidamente dice sempre ciò che pensa, gira per casa senza vestiti e non esita a soccorrere il prossimo in difficoltà. Luna abita in un appartamento nello stesso condominio del suo superiore - il presidente - a cui concede l'uso della casa ogni volta gli si presenti un'occasione piccante, benché in pubblico ostenti un forte senso del pudore. Al piano di sopra, invece, dove vive con la moglie, riceve importanti personalità. La presenza della ragazza crea una serie di situazioni imbarazzanti nelle quali Luna si trova sempre in una posizione difficile.
Ad esempio, Tonino lascia inavvertitamente l'acqua aperta ed il tubo per annaffiare rivolto verso l'interno della casa, facendola allagare. In seguito, durante una serata mondana in casa del presidente, a Tonino si scuce inavvertitamente il vestito lasciandola nuda e il marito non trova di meglio per coprirla che una pagina de L'Osservatore Romano, suscitando lo sdegno di un ministro cattolico presente al ricevimento. L'edificio è inoltre frequentato dal maldestro ladro Rufus Conforti che prima tenta di rubare qualcosa di valore e poi, avendo trovato solo delle lettere d'amore nascoste dentro una scrivania, decide di ricattare il presidente e sua moglie e finendo con il tentare di scucire qualche soldo al cameriere.
Quando Tonino fa recapitare nell'ufficio di Manfredo un quadro che la raffigura nuda, i rapporti già tesi con il presidente arrivano alla rottura e Luna viene licenziato. Dopo qualche ora di smarrimento e dopo essersi ubriacato di nuovo, il signor Luna torna a casa e, stufo di essere parte integrante di un ingranaggio che ritiene moralista, decide di spogliarsi e girare per casa nudo come la moglie. A quel punto scopre di aver iniziato a volerle bene veramente ed il film si chiude con un tenero bacio tra i due mentre vengono portati via dalle forze dell'ordine, dopo che un filmato "nudo" di lei è stato trasmesso in tv, e quindi sono accusati di vari reati, tra cui oltraggio al pudore.

## Colonna sonora
La colonna sonora è composta da Armando Trovajoli. Il brano Dove vai tutta nuda?, sui titoli di testa del film, è cantato da Maria Grazia Buccella e, pubblicato in 45 giri, diviene il primo successo discografico dell'attrice in veste di cantante.